# Rapmerejaureh (Kalls socken, Jämtland)
Rapmerejaureh är en sjö i Åre kommun i Jämtland och ingår i Indalsälvens huvudavrinningsområde. Sjön har en area på 0,24 kvadratkilometer och ligger 787,2 meter över havet. Sjön avvattnas av vattendraget Tjåurenjukke.

## Delavrinningsområde
Rapmerejaureh ingår i det delavrinningsområde (709777-137076) som SMHI kallar för Utloppet av Rapmerejaureh H.780. Medelhöjden är 854 meter över havet och ytan är 1,7 kvadratkilometer. Räknas de 9 avrinningsområdena uppströms in blir den ackumulerade arean 15,81 kvadratkilometer. Tjåurenjukke som avvattnar avrinningsområdet har biflödesordning 3, vilket innebär att vattnet flödar genom totalt 3 vattendrag innan det når havet efter 327 kilometer. Avrinningsområdet består mestadels av kalfjäll (86 procent). Avrinningsområdet har 0,24 kvadratkilometer vattenytor vilket ger det en sjöprocent på 13,9 procent.